# Sciobia
Sciobia är ett släkte av insekter. Sciobia ingår i familjen syrsor.

## Dottertaxa tillSciobia, i alfabetisk ordning[1]
- Sciobia algiricus
- Sciobia alluaudi
- Sciobia appunctatus
- Sciobia azruensis
- Sciobia barbara
- Sciobia batnensis
- Sciobia bolivari
- Sciobia boscai
- Sciobia bouvieri
- Sciobia caliendra
- Sciobia cephalotes
- Sciobia chevreuxi
- Sciobia chopardi
- Sciobia cinereus
- Sciobia escalerai
- Sciobia finoti
- Sciobia foreli
- Sciobia gogorzai
- Sciobia hybridus
- Sciobia longicauda
- Sciobia luctuosus
- Sciobia lusitanica
- Sciobia maria
- Sciobia mauretanicus
- Sciobia mazarredoi
- Sciobia melillensis
- Sciobia micropsychus
- Sciobia mitratus
- Sciobia natalia
- Sciobia politus
- Sciobia praticola
- Sciobia riffensis
- Sciobia tatiana
- Sciobia tristis
- Sciobia umbraculatus
- Sciobia uvarovi
- Sciobia viettei